# Mathieu Boots
Mathieu Boots (Venhuizen, 23 juni 1976) is een voormalig Nederlandse voetballer die uitkwam voor HVV Hollandia.
Mathieu Boots kwam redelijk laat in het profvoetbal. Op zijn vierentwintigste debuteerde hij in de wedstrijd VVV - FC Volendam (1-2) op 19 augustus 2000 voor FC Volendam. Na een jaar vertrok Boots naar het Belgische KV Mechelen dat destijds speelde in de Tweede Klasse. KV Mechelen werd kampioen en promoveerde naar de Eerste Klasse maar Boots speelde in dat jaar teleurstellend acht wedstrijden. Aan het einde van het seizoen vertrok hij naar het Japanse Yokohama FC. Voor het seizoen 2004/05 keerde Mathieu Boots terug bij FC Volendam waar hij zijn profcarrière begon. In 2010 ging hij naar HVV Hollandia dat uitkomt in de Topklasse. Daarna is Mathieu naar de VV de Valken gegaan. Nu speelt hij zaalvoetbal bij ZVV Lutjebroek. 
Mathieu Boots heeft 2 kinderen. 